# Айбергенов, Толеген
Толеген Айбергенов (каз. Төлеген Айбергенов 8 марта 1937, Каракалпакская АССР — 29 августа 1967, Каракалпакская АССР) — казахстанский литератор, поэт, учёный, историк, педагог.

## Биография
Родился 8 марта 1937 года в Кунградском районе Кара-Калпакской АССР (ныне Республика Каракалпакстан) Узбекской ССР в семье колхозников. Происходит из рода табын племени жетыру. После окончания средней школы поступил на казахский язык и литературу, факультет Ташкентского государственного педагогического института имени Низами, который окончил в 1959 году.
По завершении учёбы в институте он вернулся в родное село и стал работать учителем русского языка и истории родного района в местной школе.
В 1962—1965 годах занимал пост директора школы рабочей молодёжи (т. н. вечерней школы) в Сарыагашском районе нынешней Южно-Казахстанской области.
Толеген Айбергенов умер 29 августа 1967 году в Нукусе, где находился в составе делегации казахских писателей. Похоронили Айбергенова в Нукусе. Проводить Айбергенова в последний путь специально прилетел Мукагали Макатаев, с которым он дружил.

## Память
- Одна из центральных улиц села Темирлановка Южно-Казахстанской области названа в честь поэта.
- Его имя носят улицы в областном центре Южного Казахстана — городе Шымкенте, а также в городе Сарыагаше.
- Несколько школ в районах и городах Южно-Казахстанской области носят имя поэта.
- Средней школе № 16 города Астаны решением акимата было присвоено в 2001 году имя поэта. 23 декабря 2007 года здесь по инициативе руководства этого учебного заведения открыт мемориальный музей, посвящённый жизни и творчеству Толегена Айбергенова.
- Сняты документальный фильм «Айбергенов әлемі» («Мир Айбергенова») о жизни и творчестве поэта, а также видеоклипы на его стихи и песни.
- 19 школа в городе Актау (Мангистауская область , Казахстан) носит его имя

## Произведения
Впервые стихи Толегена Айбергенова появились в печати в 1957 году. Первая книга «Арман сапары» («Путь мечты») увидела свет в 1963 году. За ней, в 1965 году, вышла вторая — «Өмірге саяхат» («Путешествие в жизнь»). Третья книга поэта — «Құмдағы мұнаралар» («Минареты в песках») увидела свет через год после его кончины — в 1968 году. Избранные произведения увидели свет на русском языке под названием «Мир созвездия» 1987 году. За это произведение Т. Айбергенов посмертно, в 1974 году, был удостоен премии Ленинского комсомола Казахстана в области литературы, искусства и архитектуры.
Толеген Айбергенов успел опубликовать при жизни только два сборника стихов, но яркое, самобытное творчество этого замечательного поэта заняло прочное место в современной поэзии Казахстана. О чём бы ни писал Толеген Айбергенов, о времени и о себе, о богатстве и красоте родной земли, о высоких человеческих стремлениях — во всём он предельно честен и искренен.
Айбергенов относится к плеяде тех поэтов-новаторов, которые подняли казахскую поэзию на новый качественный уровень. Айбергенов воспитал целое поколение поэтов, таких как Мухтар Шаханов, Есенгали Раушанов, Фариза Онгарсынова.
Айбергенов дружил с известным казахским композитором Шамши Калдаяковым. 1965 году Толеген Айбергенов и Шамши Калдаяков отправились в город Атырау (Гурьев), где и родилась песня "Ак ерке - Акжайк".